# Italy (Nueva York)
Italy es un pueblo ubicado en el condado de Yates en el estado estadounidense de Nueva York. En el año 2000 tenía una población de 1,087 habitantes y una densidad poblacional de 10.5 personas por km².

## Geografía
Italy se encuentra ubicado en las coordenadas 42°36′39″N 77°18′22″O / 42.61083, -77.30611.

## Demografía
Según la Oficina del Censo en 2000 los ingresos medios por hogar en la localidad eran de $33,750, y los ingresos medios por familia eran $36,250. Los hombres tenían unos ingresos medios de $25,795 frente a los $24,167 para las mujeres. La renta per cápita para la localidad era de $14,472. Alrededor del 7.63% de la población estaban por debajo del umbral de pobreza.